# Xã Windemere, Quận Pine, Minnesota
Xã Windemere (tiếng Anh: Windemere Township) là một xã thuộc quận Pine, tiểu bang Minnesota, Hoa Kỳ. Năm 2010, dân số của xã này là 1.711 người.